# KVV Coxyde
El Koninklijke Voetbalvereniging Coxyde (en español: Asociación Real de Fútbol de Coxyde), era un equipo de fútbol belga de la ciudad de Koksijde en la provincia de Flandes Occidental. Estaba afiliado a la Real Asociación Belga con la matrícula nº 1934. 

## Historia
Fue fundado en el año 1932  y desde entonces competía en las ligas provinciales de Flandes Occidental hasta que en la temporada 2007/08 ganaron el título de Primera provincial y ascendieron por primera vez a la Cuarta División. En la temporada 2008/09 se proclamó campeón y ascendió a Tercera División por primera vez en su historia. Esa temporada sin embargo, recibió un duro golpe cuando el entrenador Jan Merlevede, de 44 años, falleció inesperadamente el 5 de abril de 2009. Unas semanas después, Coxyde celebraba el título y ascenso a Tercera División.
En la temporada 2010/11 se clasificó para la sexta ronda de la Copa de Bélgica, donde fue eliminado por el KRC Genk. También durante la temporada 2012/13 se le permitió disputar la Copa contra un equipo de primera división. En la 2014/15 llegó a los octavos de final de Copa, donde fue eliminado por el Cercle Brugge. Coxyde se alzó con el título en Tercera División A esa temporada, y así ascendió a Segunda División por primera vez en 2015. Tras un decimoséptimo puesto, el club descendió de nuevo a la recién creada Primera división Aficionada.
En 2017, KVV Coxyde decidió no iniciar la temporada 2017-2018 con un primer equipo.
Paralelamente al período de inactividad, muchas discusiones y otras reuniones agitan las esferas futbolísticas de la región costera cercana a la frontera francesa. Se consideró una fusión con el club vecino KVV Oostduinkerke (matrícula 3841) (que entonces jugaba en la Primera Provincial de Flandes Occ.) pero, a principios de marzo de 2018, los rumores terminaron. No existe una fusión completa, sin embargo, los dos clubes cooperan registrando todos sus equipos juveniles bajo el nombre de Koksijde-Oostduinderke. Además, el KVV Coxyde anuncia que volverá a inscribir a un equipo senior que arranca nuevamente en 4º  Provincial.
Y de hecho, la idea inicial de alinear un equipo senior en Cuarta Provincial se está materializando para el ejercicio 2018-2019. El equipo terminó 14º con 8 puntos. Ocupaba el décimo lugar cuando la temporada 2019-20 se detiene debido a la pandemia de Covid-19.
En marzo de 2020, tras la reanudación de las negociaciones, se da un paso más aunque todavía no hay una fusión oficial. Sobre este tema, KVV Oostduinkerke es cauteloso, porque KVV Coxyde aún arrastra viejas deudas que el primero no quiere tener que saldar. No obstante, las dos entidades deciden "caminar de la mano", bajo el nombre de K. VV Koksijde-Oostduinkerke (con el número de registro 3841 de Oostduindkerke, que nunca ha jugado en la serie nacional), y alinear dos equipos senior A y B, respectivamente en Provincial 1 y 4 así como una selección sub-21. Estos tres equipos están programados para jugar en Koksijde, mientras que todos los equipos juveniles juegan en Oostduinkerke. Se mantiene la matrícula número 3841, y en la primavera de 2020 sospechamos que el 1934 de Koksijde desaparecerá, aunque no se decida nada.
Los temores de los aficionados más veteranos se hacen realidad cuando, a partir de1 de julio de 2020 se da de baja de los registros de la federación la matrícula número 1934. En enero de 2021, KVV Koksijde-Oostduinkerke (3841) anunció que dejaba la Primera Provincial y bajaba voluntariamente a la Cuarta Provincial, es decir el nivel jerárquico más bajo del fútbol belga.

## Palmarés
- Tercera División Grupo B: 1

2014/15

## Temporada a temporada
| Temporada | División | División | División | División | División | División | División | División | División | Denominación                                          | Puntos                                                | Observaciones                                                               |                                                       |
|           | I        | I        | II       | III      | IV       | P.I      | P.II     | P.III    | P.IV     |                                                       |                                                       |                                                                             |                                                       |
| --------- | -------- | -------- | -------- | -------- | -------- | -------- | -------- | -------- | -------- | ----------------------------------------------------- | ----------------------------------------------------- | --------------------------------------------------------------------------- | ----------------------------------------------------- |
| 2004/05   |          |          |          |          |          |          | 5        |          |          | Segunda Provincial A                                  | 54                                                    |                                                                             |                                                       |
| 2005/06   |          |          |          |          |          | 12       |          |          |          | Primera Provincial                                    | 35                                                    |                                                                             |                                                       |
| 2006/07   |          |          |          |          |          | 6        |          |          |          | Primera Provincial                                    | 48                                                    |                                                                             |                                                       |
| 2007/08   |          |          |          |          |          | 1        |          |          |          | Primera Provincial                                    | 69                                                    |                                                                             |                                                       |
| 2008/09   |          |          |          |          | 1        |          |          |          |          | Cuarta A                                              | 61                                                    |                                                                             |                                                       |
| 2009/10   |          |          |          | 6        |          |          |          |          |          | Tercera A                                             | 55                                                    |                                                                             |                                                       |
| 2010/11   |          |          |          | 4        |          |          |          |          |          | Tercera A                                             | 58                                                    |                                                                             |                                                       |
| 2011/12   |          |          |          | 16       |          |          |          |          |          | Tercera A                                             | 22                                                    | 7º (45 puntos); penalizado -23 puntos por alineación indebida de un jugador |                                                       |
| 2012/13   |          |          |          | 9        |          |          |          |          |          | Tercera A                                             | 46                                                    |                                                                             |                                                       |
| 2013/14   |          |          |          | 5        |          |          |          |          |          | Tercera A                                             | 56                                                    |                                                                             |                                                       |
| 2014/15   |          |          |          | 1        |          |          |          |          |          | Tercera                                               | 71                                                    |                                                                             |                                                       |
| 2015/16   |          |          | 17       |          |          |          |          |          |          | Segunda                                               | 16                                                    |                                                                             |                                                       |
|           | 1A       | 1B       | 1Am      | 2Am      | 3Am      | P.I      | P.II     | P.III    | P.IV     | desde 2016/17 hay 3 niveles nacionales y 2 regionales | desde 2016/17 hay 3 niveles nacionales y 2 regionales | desde 2016/17 hay 3 niveles nacionales y 2 regionales                       | desde 2016/17 hay 3 niveles nacionales y 2 regionales |
| 2016/17   |          |          | 14       |          |          |          |          |          |          | Primera Div. Aficionada                               | 22                                                    |                                                                             |                                                       |
| 2017/18   |          |          |          |          |          |          |          |          |          |                                                       |                                                       | sin equipo en competición                                                   |                                                       |
| 2018/19   |          |          |          |          |          |          |          |          | 14       | Cuarta Provincial A                                   | 8                                                     | reinicio en Cuarta Provincial                                               |                                                       |
| 2019/20   |          |          |          |          |          |          |          |          | 10       | Cuarta Provincial A                                   | 24                                                    |                                                                             |                                                       |